# Spitzenverband
Ein Spitzenverband ist ein Dachverband mehrerer regionaler oder thematisch unterschiedlicher Einzelverbände, der von einem Dritten (meist einer staatlichen Stelle auf gleicher oder tieferer Organisationsebene) innerhalb dessen Bezugsrahmen als die einzige Vertretung für alle Aktivitäten und Akteure in einem bestimmten, abgegrenzten Bereich anerkannt ist (Alleinvertretungslegitimation). Ein Spitzenverband bündelt und vertritt die Interessen der ihm angeschlossenen Organisationen in politischen Zusammenhängen. Er berät und unterstützt deren Arbeit.
Ein Indiz für die Anerkennung als Spitzenverband kann die Beleihung sein. Weitere Merkmale sind der privilegierte Zugang zu Politik und Verwaltung, eine langjährige politische Austauschpraxis und eine Einladungspraxis zum Beispiel bei Gesetzesvorhaben.
Wichtige Spitzenverbände sind:
- Spitzenverbände der freien Wohlfahrtspflege,
- Kommunaler Spitzenverband – Zusammenschluss kommunaler Gebietskörperschaften,
- der Deutsche Kulturrat als Spitzenverband der deutschen Kulturverbände,
- der neugebildete Spitzenverband Bund der Krankenkassen, der die bisherigen Spitzenverbände der Gesetzlichen Krankenversicherungen ablöst,
- der Deutsche Sparkassen- und Giroverband, Deutscher Genossenschafts- und Raiffeisenverband oder Bundesverband deutscher Banken,
- der Lebensmittelverband Deutschland als Spitzenverband der Lebensmittelkette von Landwirtschaft bis Lebensmittelhandel und Systemgastronomie,
- Spitzenverband der Heilmittelverbände (SHV).

Spitzenverbände der Wirtschaft sind beispielsweise BDA, BDI, BdB, GDV, ZDH, OA, DBV oder DIHT.